# Metamagnusia slateri
Espèce
Synonymes
- Asterophrys slateri Loveridge, 1955
- Callulops slateri (Loveridge, 1955)

Statut de conservation UICN

 LC  : Préoccupation mineure
Metamagnusia slateri est une espèce d'amphibiens de la famille des Microhylidae.

## Répartition

Aire de répartition de Metamagnusia slateri.

Cette espèce est endémique des provinces Ouest et Golfe en Papouasie-Nouvelle-Guinée,.

## Description
Metamagnusia slateri mesure environ 50 mm. Son dos est brun violacé avec des taches noires et moucheté de blanc. Son ventre est brun clair avec des réticulations blanches plus ou moins visibles.

## Régime alimentaire
L'examen du contenu stomacal et intestinal de l'holotype a montré que les aliments étaient finement mastiqués et a révélé la présence de restes de fourmis et d'arthropodes.

## Étymologie
Cette espèce est nommée en l'honneur de Kenneth Slater.

## Publication originale
- Loveridge, 1955 : New Frogs of the Genera Astrophrys and Oreophryne from New Guinea. Breviora, vol. 50, p. 1-5 (texte intégral).